# Amor inolvidable
Amor inolvidable (en chino simplificado, 贺先生的恋恋不忘) es una serie de televisión romántica china del año 2021, protagonizada por Wei Zheming, Hu Yixuan, coprotagonizada por Sheng Huizi, Yu Yijie, Shi Qingyan, Wu Chongxuan y Sun Sicheng. La serie está basada en la novela Mr He's Love is Not Forgotten (贺少的闪婚暖妻) de Qin Ye. Gira en torno a He Qiaoyan, director ejecutivo de Heshi Group, y Qin Yiyue, psicóloga infantil. La serie se transmite en Mango TV a partir del 10 de julio de 2021 y también está disponible en la aplicación iQiyi y en iQ.com . También en wetv.vip.

## Sinopsis
He Qiaoyan (Wei Zheming), director ejecutivo de Heshi Group, y Qin Yiyue (Hu Yixuan), una psicóloga infantil, inician un matrimonio por contrato para Xiaobao (Sun Sicheng) al principio. Pero el director ejecutivo es racional, distante e indiferente, y la psicóloga amable, optimista, considerada y meticulosa. Finalmente se enamoran el uno del otro.

## Casting
- Wei Zheming como He Qiaoyan (CEO del grupo Heshi), esposo de Qin Yiyue, tío de Xiaobo convertido en padre.
- Hu Yixuan como Qin Yiyue (psicóloga infantil), esposa de He Qiaoyan, madre de Xiaobo y doctora.
- Sun Sicheng como He Weifei (Xiaobao)
- Yu Yijie como Wen Gu (el mejor amigo de He Qiaoyan)
- Shi Qingyan como Lin Wei
- Lu Yong como el Sr. Wen (padre de Wen Gu)
- Zhang Ruijia como He Jiaqin (tía de He Qiaoyan)
- Xu Yanghao como He Qiaonian (el hermano mayor de He Qiaoyan, el padre biológico de Xiaobao)
- Ren Jie como la Sra. Liu
- Hu Yixuan como Qin Yiyue (madre de Xiaobao)

#### Personas relacionadas con Qin Yiyue
- Sheng Huizi como Yang Ruowei (el mejor amigo de Qin Yiyue)
- Wu Chongxuan como Ning Fang (hermano mayor de Qin Yiyue)
- Liu Wei como Qin Qiuyang (padre de Qin Yiyue)
- Zhang Li como Luo Mingmei (madre de Qin Yiyue)

#### Grupo Heshi
- Xie Xintong como Zhong Peishan (secretaria de He Qiaoyan)
- Wang Jinduo como Ma Fada (asistente de He Qiaoyan)

#### Hospital Yadé
- Zhang Haolun como Zhou Ziyang (exnovio de Qin Yiyue)
- Pu Yutong como Ye Qing
- Zhan Zitong como Xiao An
- Zhu Guoyu como presidente Ye
- Zhao Weiguo como director Huang

## Producción
La serie comenzó a filmarse en septiembre de 2020 en Changsha, China, y concluyó en noviembre de 2020.